# Empire North
|  | Denne artikel er oprettet af botten PalnaBot ud fra en ekstern database. Den kan derfor have sproglige fejl eller mangler. Denne skabelon kan fjernes efter kontrol af indholdet. |

Empire North er en dokumentarfilm skrevet og instrueret af Jakob Boeskov.

## Handling
Kunstneren Jakob Boeskov filmdebuterer med et på alle måder eksperimenterende og grænsesøgende værk. Med sig selv i hovedrollen som tegneserie-tegneren, der beslutter sig for at opgive sin identitet til fordel for sit kyniske, neo-liberalistiske og postmoderne alter ego Henrik Höfgren, kaster Boeskov sig ud i et kontroversielt kunstprojekt, der skal opløse grænsen imellem kunst og liv - og dermed også imellem fiktion og dokumentar. Han udvikler en ID sniper-riffel, der kan bruges til at registrere politiske dissidenter under demonstrationer. Geværet bliver et hit på våbenmessen i Qatar. 'Empire North' er optaget på en mobiltelefon, og er Boeskovs kommentar til det 21. århundredes post-9/11 paranoia. En dokumentarisk fiktion, en politisk kritik, og et risikabelt, socialt eksperiment i ét.